# Oratorio della Santissima Trinità (Cerreto Guidi)

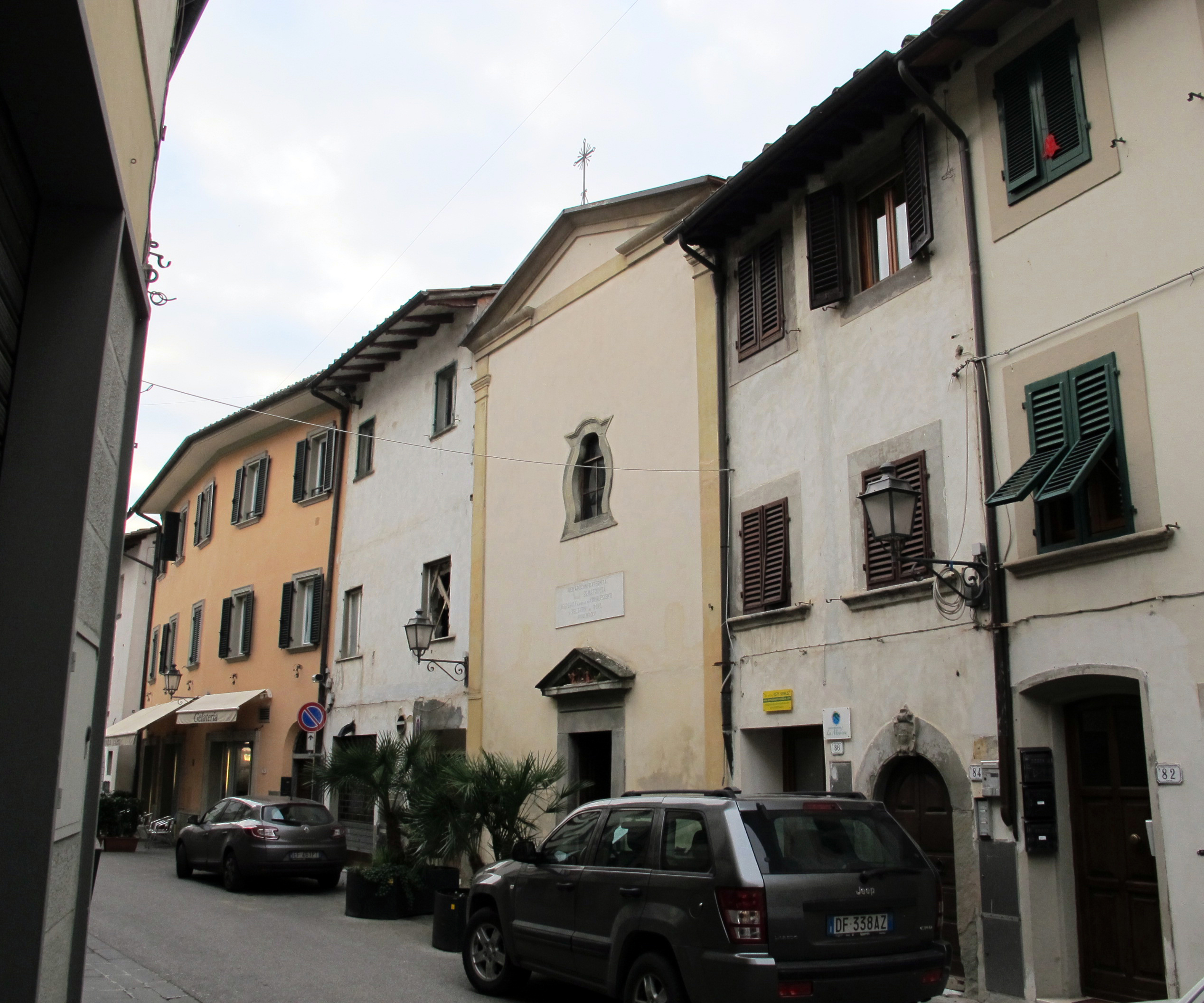
Esterno

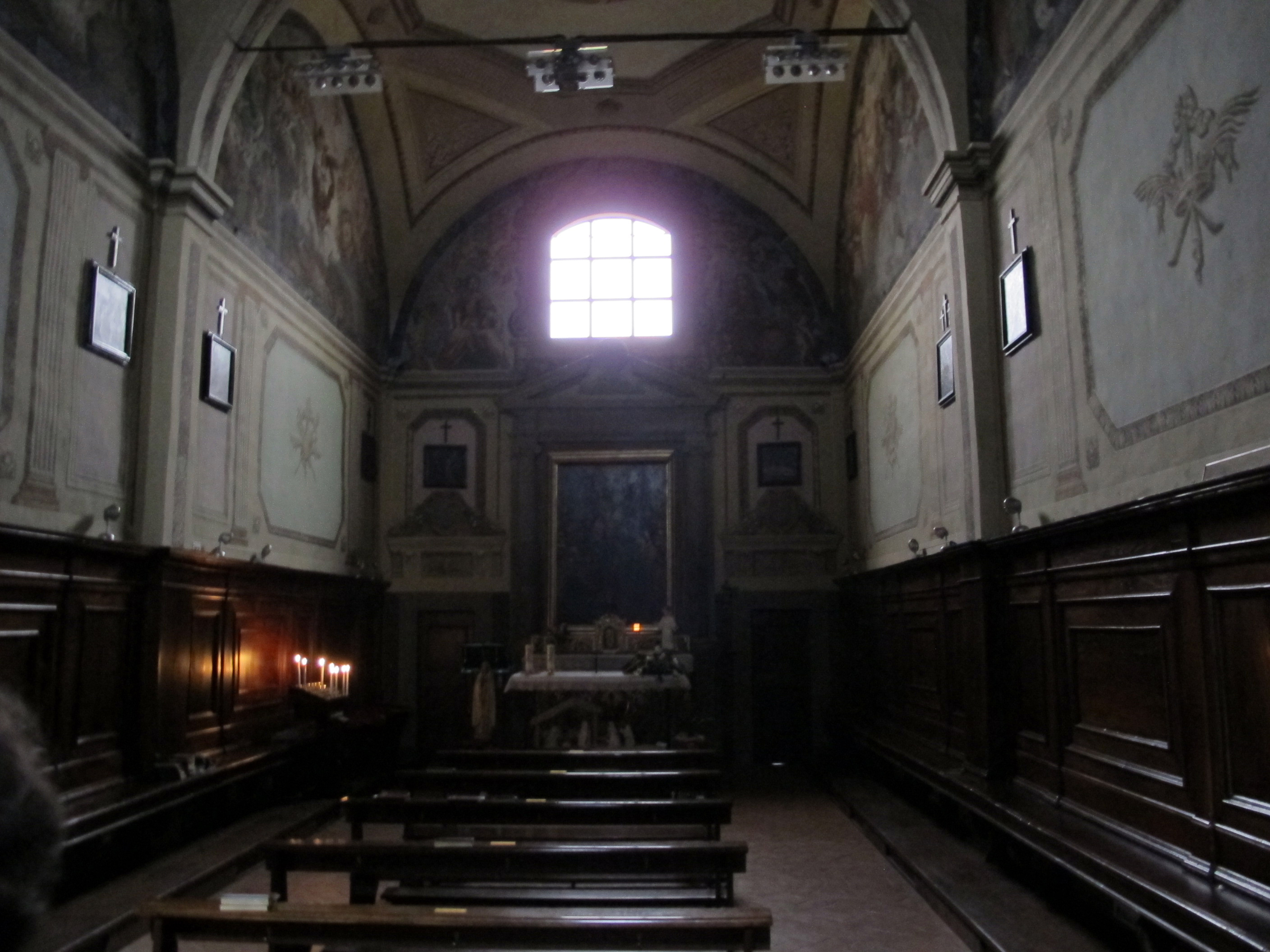
Interno

L'oratorio della Santissima Trinità si trova nel comune di Cerreto Guidi, in provincia di Firenze.

## Storia
Giovan Battista Guidi, dottore in filorofia, in medicina e uomo di fiducia di Francesco I de' Medici, ottenne dal suo benefattore un casolare mediceo abbandonato, su cui fece edificare un oratorio per la Confraternita del Corpus Domini o dei Rossi. Crollato in seguito a una frana della soprastante ripa della villa, l'edificio assunse l'aspetto attuale dopo il 1607, quando fu ricostruito con l'interessamento di Ferdinando I.
Subì un restauro negli anni trenta dell'Ottocento, quando il portico antistante fu probabilmente inglobato nell'aula per ampliarla e per allineare la facciata con gli altri edifici sulla strada. Un nuovo radicale restauro avvenne tra il 1999 e il 2005.

## Descrizione
L'oratorio è a pianta rettangolare e dalla semplice facciata a capanna.
L'interno ad aula ha un altare in pietra serena ed è decorato da un ciclo di pitture murali rappresentanti Storie del Vecchio e Nuovo Testamento e Miracoli di santi, di un ignoto pittore della fine del secolo XVIII le cui iniziali sono "F. C."
Tra gli arredi, un'interessante tavola di gusto controriformato, già attribuita al Cigoli e dopo il restauro riferita al Passignano, rappresentante San Gregorio papa che comunica una donna incredula, una rara versione della messa di san Gregorio (1587).